# Млинари
Млинари (пољ. Młynary) град је у Пољској у Војводству варминско-мазурском. По подацима из 2012. године број становника у месту је био 1848.

## Становништво
| 2012. |
| ----- |
| 1.848 |